# Église Saint-Florent de Plufur
L'église Saint-Florent est située à Plufur en France.

## Localisation
L'église est située sur la commune de Plufur, , dans le département des Côtes-d'Armor en région Bretagne.

## Description
L'ensemble paroissial est composé de l'église, du placître et de la chapelle des Pénitents, il présente des dispositions traditionnelles. L'église est révélatrice de l'architecture religieuse du troisième quart du XVIIIe siècle. L'édifice a été reconstruit à la fin de ce siècle sur les plans de Félix Anfray, avec réemploi d'éléments antérieurs. Plan en croix latine avec une nef de trois vaisseaux, un chœur dans le prolongement du vaisseau central terminé en hémicycle, et une sacristie accolée à l'est. La façade occidentale se compose d'un clocher porche. Au nord, tourelle d'escalier circulaire. L'ossuaire est placé en appentis, adossé au sud. À l'intérieur, les vaisseaux sont couverts d'un lambris peint.

## Historique
L'église est inscrite au titre des monuments historiques par arrêté du 15 novembre 1985.